# EU-bad

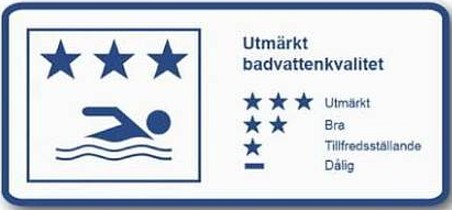
EU badvattenkvalitet, skylt för “utmärkt” kvalitet.

Ett EU-bad är ett större offentligt strandbad inom Europeiska unionen (EU), som enligt ett EU-direktiv måste uppfylla vissa kvalitetskrav för att kunna klassas som EU-bad. Alla EU-bad kommer på sikt att vara märkta med en symbol som anger badvattenkvalitén, I Sverige är skyltningen införd från 2012. Tre stjärnor betyder “utmärkt”, två stjärnor “bra”, en stjärna “tillfredsställande” och ett minustecken signalerar “dålig” kvalitet. Betyget baseras på provtagningar på badvattnet från de senaste fyra åren. 
På 1970-talet bestämde man sig inom EU att övervaka och kontrollera badvattenkvaliteten för att skydda människors hälsa och miljön. Detta resulterade 1976 i en av Europas första miljölagstiftningar: The Directive 76/160/EEC on Bathing Water Quality. Till badsäsongen 2008 implementeras ett nytt direktiv (2006/7/EG) i svensk lagstiftning, som ersatte badvattendirektivet från 1976. Direktivet kräver att medlemsstaterna övervakar vattenkvaliteten på större badplatser under badsäsongen och rapporterar resultaten till Europeiska kommissionen. 
I Sverige definieras “större badplats” med mer än 200 badande i snitt per dag under badsäsongen. Det innebär att provtagning skall ske tre till fyra gånger under en förutbestämd badsäsong vars längd varierar i olika delar av Sverige. Första provet ska tas strax innan badsäsongen börjar och det skall ligga maximalt 30 dagar mellan proven. Provtagningen utförs i regel av berörd kommun. Resultaten samlas in nationsvis av en nationell myndighet, i Sverige är det Havs och vattenmyndigheten. Den europeiska kommissionen sammanställer årligen resultaten från alla länder och producerar en rapport för samtliga Europas badvatten. 
Enligt direktivet skall även så kallade badvattenprofiler finnas upprättade till den 24 mars 2011.
År 2009 fanns i Sverige 469 EU-bad (259 kustvatten och 210 inlandsvatten). Av dem var 73,5 % “utmärkt”, 21,4 % var “bra”, 4,2 % var “tillfredsställande” och 0,8 % var “dålig”.